# Mistrzostwa Świata w Narciarstwie Alpejskim 2015
43. Mistrzostwa Świata w Narciarstwie Alpejskim – zawody sportowe, które odbywały się w dwóch amerykańskich ośrodkach narciarskich, Vail i Beaver Creek, między 2 i 15 lutego 2015 roku.

## Trasy
Podany czas lokalny (UTC−7).

## Medaliści

### Mężczyźni
| Konkurencja               | Data      | Złoto                | Czas        | Srebro          | Czas        | Brąz              | Czas        |
| Supergigant szczegóły     | 5 lutego  | Hannes Reichelt      | 1:15,68 min | Dustin Cook     | 1:15,79 min | Adrien Théaux     | 1:15,92 min |
| Zjazd szczegóły           | 7 lutego  | Patrick Küng         | 1:43,18 min | Travis Ganong   | 1:43,42 min | Beat Feuz         | 1:43,49 min |
| Superkombinacja szczegóły | 8 lutego  | Marcel Hirscher      | 2:36,10 min | Kjetil Jansrud  | 2:36,29 min | Ted Ligety        | 2:36,40 min |
| Slalom gigant szczegóły   | 13 lutego | Ted Ligety           | 2:34,16 min | Marcel Hirscher | 2:34,61 min | Alexis Pinturault | 2:35,04 min |
| Slalom szczegóły          | 15 lutego | Jean-Baptiste Grange | 1:57,47 min | Fritz Dopfer    | 1:57,82 min | Felix Neureuther  | 1:58,02 min |

### Kobiety
| Konkurencja               | Data      | Złoto            | Czas        | Srebro              | Czas        | Brąz                    | Czas        |
| Supergigant szczegóły     | 3 lutego  | Anna Fenninger   | 1:10,29 min | Tina Maze           | 1:10,32 min | Lindsey Vonn            | 1:10,44 min |
| Zjazd szczegóły           | 6 lutego  | Tina Maze        | 1:45,89 min | Anna Fenninger      | 1:45,91 min | Lara Gut                | 1:46,23 min |
| Superkombinacja szczegóły | 9 lutego  | Tina Maze        | 2:33,37 min | Nicole Hosp         | 2:33,59 min | Michaela Kirchgasser    | 2:33,72 min |
| Slalom gigant szczegóły   | 12 lutego | Anna Fenninger   | 2:19,16 min | Viktoria Rebensburg | 2:20,56 min | Jessica Lindell-Vikarby | 2:20,65 min |
| Slalom szczegóły          | 14 lutego | Mikaela Shiffrin | 1:38,48 min | Frida Hansdotter    | 1:38,82 min | Šárka Strachová         | 1:39,25 min |

### Drużynowo
| Konkurencja                     | Data      | Złoto | Srebro | Brąz |
| Rywalizacja drużynowa szczegóły | 10 lutego | Austria · Eva-Maria Brem · Nicole Hosp · Michaela Kirchgasser · Marcel Hirscher · Christoph Nösig · Philipp Schörghofer | Kanada · Candace Crawford · Erin Mielzynski · Marie-Pier Préfontaine · Phil Brown · Trevor Philp · Erik Read | Szwecja · Sara Hector · Maria Pietilä-Holmner · Anna Swenn-Larsson · Mattias Hargin · Markus Larsson · André Myhrer |

## Tabela medalowa
| Lp. | Państwo           | złoto | srebro | brąz | razem |
| --- | ----------------- | ----- | ------ | ---- | ----- |
| 1.  | Austria           | 5     | 3      | 1    | 9     |
| 2.  | Stany Zjednoczone | 2     | 1      | 2    | 5     |
| 3.  | Słowenia          | 2     | 1      | 0    | 3     |
| 4.  | Francja           | 1     | 0      | 2    | 3     |
| 4.  | Szwajcaria        | 1     | 0      | 2    | 3     |
| 6.  | Niemcy            | 0     | 2      | 1    | 3     |
| 7.  | Kanada            | 0     | 2      | 0    | 2     |
| 8.  | Szwecja           | 0     | 1      | 2    | 3     |
| 9.  | Norwegia          | 0     | 1      | 0    | 1     |
| 10. | Czechy            | 0     | 0      | 1    | 1     |